# كوينز بارك (تورنتو)

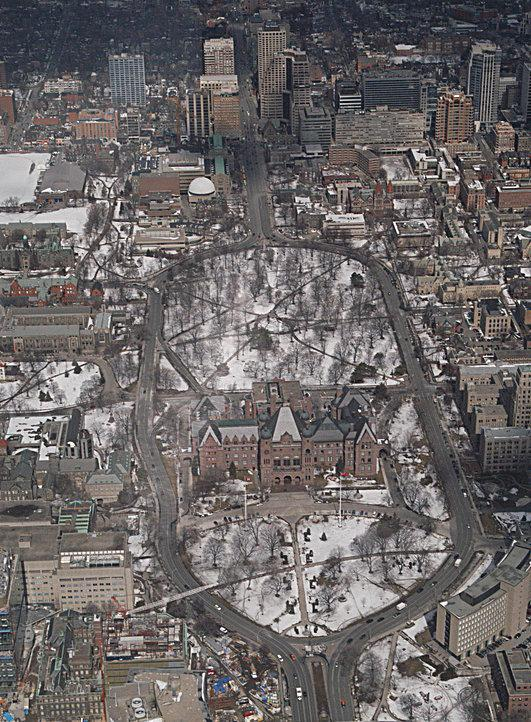
صورة من الجو في الشتاء

كوينز بارك  (بالإنجليزية: Queen's Park)‏ هي حديقة في قلب مدينة تورنتو الكندية، افتتحها إدوارد السابع في 1860.